# Pawieł Kabanow
Pawieł Aleksiejewicz Kabanow, ros. Павел Алексеевич Кабанов (ur. 29 czerwca?/11 lipca 1897 w Petersburgu, zm. 27 lutego 1987 w Moskwie) – radziecki wojskowy, generał pułkownik wojsk technicznych, Bohater Pracy Socjalistycznej.

## Życiorys
Skończył szkołę podstawową, w 1916 został powołany do rosyjskiej armii, w 1917 uczestniczył w rewolucji lutowej i w rewolucji październikowej. W 1918 jako jeden z pierwszych wstąpił do Armii Czerwonej i w tym samym roku do RKP(b), służył w kompanii kolejowej, brał udział w ubezpieczaniu działań bojowych na froncie wojny z Polską 1920, był partorgiem (partyjnym organizatorem) kompanii i pomocnikiem komisarza dywizjonu kolejowego. W 1936 ukończył Akademię Wojskowo-Transportową Armii Czerwonej i został pomocnikiem dowódcy pułku kolejowego ds. technicznych, a w 1937 dowódcą pułku kolejowego, od 1939 dowodził 5 Brygadą Kolejową Specjalnego Korpusu Wojsk Kolejowych na Dalekim Wschodzie. W marcu 1941 jego brygada została przeniesiona na zachód, w rejon Lwów–Tarnopol–Przemyśl dla budowania połączeń kolejowych w obszarze przygranicznym. Uczestniczył wraz z brygadą w wojnie z Niemcami, w styczniu 1942 został szefem Zarządu Prac Wojskowo-Odbudowujących i Odgradzających, który odpowiadał za wszelkie prace nad budową i odbudową magistrali kolejowych w obszarze działań Frontu Południowego i Południowo-Radzieckiego. Wraz z brygadą brał udział w wyzwoleniu Prawobrzeżnej Ukrainy, operacji lwowsko-sandomierskiej, wiślańsko-odrzańskiej i berlińskiej. 4 sierpnia 1942 otrzymał stopień generała majora wojsk technicznych, 13 sierpnia 1944 generała porucznika wojsk technicznych, a 7 maja 1960 generała pułkownika wojsk technicznych. Na początku 1945 został szefem Głównego Zarządu Prac Wojskowo-Odbudowujących Ludowego Komisariatu Komunikacji Drogowej ZSRR i jednocześnie szefem Głównego Zarządu Wojsk Kolejowych Ministerstwa Obrony ZSRR, zajmował te stanowiska do zakończenia służby wojskowej w 1968. Przewodniczył Związkowi Weteranów Wojsk Kolejowych ZSRR. Napisał wiele prac o taktyce i historii wojsk kolejowych.

## Ordery i odznaczenia
- Medal Sierp i Młot Bohatera Pracy Socjalistycznej (ZSRR, 5 listopada 1943)
- Order Lenina (ZSRR, czterokrotnie: 21 kwietnia 1943, 5 listopada 1943, 21 lutego 1945, 28 lipca 1966)
- Order Rewolucji Październikowej (ZSRR, 8 lipca 1977)
- Order Czerwonego Sztandaru (ZSRR, trzykrotnie: 27 marca 1942, 3 listopada 1944, 20 czerwca 1949)
- Order Kutuzowa I klasy (ZSRR, 29 lipca 1945)
- Order Wojny Ojczyźnianej I klasy (ZSRR, dwukrotnie: 13 września 1943, 11 marca 1985)
- Order Czerwonego Sztandaru Pracy (ZSRR, dwukrotnie: 15 czerwca 1956, 2 czerwca 1962)
- Krzyż Komandorski z Gwiazdą Orderu Odrodzenia Polski (10 lipca 1945)[1]
- Order Krzyża Grunwaldu III klasy
- Krzyż Wojenny Czechosłowacki 1939 (Czechosłowacja)